# 金山町立東第一小学校戸部分校
金山町立東第一小学校戸部分校（かなやまちょうりつ ひがしだいいちしょうがっこう　とべぶんこう）は、かつて岐阜県益田郡金山町（現・下呂市）に存在した公立小学校の分校。

## 概要
- 東第一小学校の分校であり、現在の下呂市金山町戸部が校区であった。1962年廃校。

## 沿革
- 1873年（明治6年）10月18日 - 郡上郡戸川村に戸川義校が開校する。民家を仮校舎とする。戸川村、西沓部村の児童が通学する。
- 1875年（明治8年） - 戸川村と西沓部村が合併し戸部村が発足。同時に戸部学校に改称する。
- 1876年（明治9年）8月 - 校舎を新築し、移転。戸部村祖師野村両村組合立戸部学校となる。
- 1886年（明治19年） - 戸部簡易科小学校にそれぞれ改称する。
- 1890年（明治23年） - 戸部尋常小学校に改称する。
- 1897年（明治30年）4月1日 - 弓掛村、卯野原村、乙原村、岩瀬村、祖師野村、戸部村、東沓部村が合併し、東村が発足。
- 1908年（明治41年） - 東村の尋常小学校が統合され、東村立第一尋常小学校として開校。本校は祖師野の祖師野薬師堂を仮教場とする。旧・戸部尋常小学校は戸部仮教場とする。
- 1915年（大正4年） - 戸部仮教場が正式認可され、東村立第一尋常小学校戸部分教場となる。
- 1918年（大正7年） - 校舎を改築する。
- 1941年（昭和16年）4月1日 - 東第一国民学校戸部分教場に改称する。
- 1947年（昭和22年）4月 - 東村立東第一小学校戸部分校に改称する。
- 1953年（昭和28年） - 校舎を改築（木造平屋建）する。
- 1955年（昭和30年）3月1日 - 武儀郡金山町、菅田町、益田郡下原村、郡上郡東村が合併し、益田郡金山町が発足。同時に金山町立東第一小学校戸部分校に改称する。
- 1962年（昭和37年） - 廃校。